# Јапанска шљива
Prunus salicina (лат. Prunus thibetica), који се обично назива јапанска шљива или кинеска шљива, је мало листопадно дрво пореклом из Кине. Сада се узгаја и у воћњацима у Вијетнаму, Кореји, Јапану, Израелу, Сједињеним Државама и Аустралији.
Прунус салицина не треба мешати са Prunus mume, сродном врстом која се такође узгаја у Кини, Јапану, Кореји и Вијетнаму. Друго дрво, Prunus japonica, такође је посебна врста упркос томе што има латинско име слично уобичајеном имену Prunus salicina. Оплемењивач биљака Лутер Бербанк посветио је доста рада хибридизацији ове врсте са јапанском шљивом (Prunus salicina) и из тог хибрида развио низ сорти.